# 捷克韋萊尼采
捷克韋萊尼采是捷克的城鎮，位於該國南部盧日尼采河左岸，毗鄰與奧地利接壤的邊境，由南摩拉維亞州負責管轄，面積12.1平方公里，海拔高度489米，2005年人口3,402。